# The Edsels
The Edsels waren eine US-amerikanische Doo-Wop-Gruppe der späten 1950er und frühen 1960er Jahre.

## Bandgeschichte
Der Name der Gruppe war ursprünglich The Essos, nach der Ölgesellschaft, wurde aber dem Edsel (eine Automarke der Ford Motor Company, die 1957–1960 vermarktet wurde) entsprechend umbenannt. The Edsels haben über 25 Songs aufgenommen und hatte mehrere Auftritte in der Show American Bandstand bei Dick Clark. The Edsels waren eine der wenigen Doo-Wop-Gruppen, die seinerzeit bei einer großen Plattenfirma (Capitol Records) unter Vertrag waren.
Bekannt ist die Gruppe fast ausschließlich für ihren Song Rama Lama Ding Dong. Weitere Titel waren Do You Love Me? und What Brought Us Together?.